# Absidia pseudocylindrospora
Absidia pseudocylindrospora är en svampart som beskrevs av Hesselt. & J.J. Ellis 1962. Absidia pseudocylindrospora ingår i släktet Absidia och familjen Mucoraceae.   Inga underarter finns listade i Catalogue of Life.